# Jungfruöarna

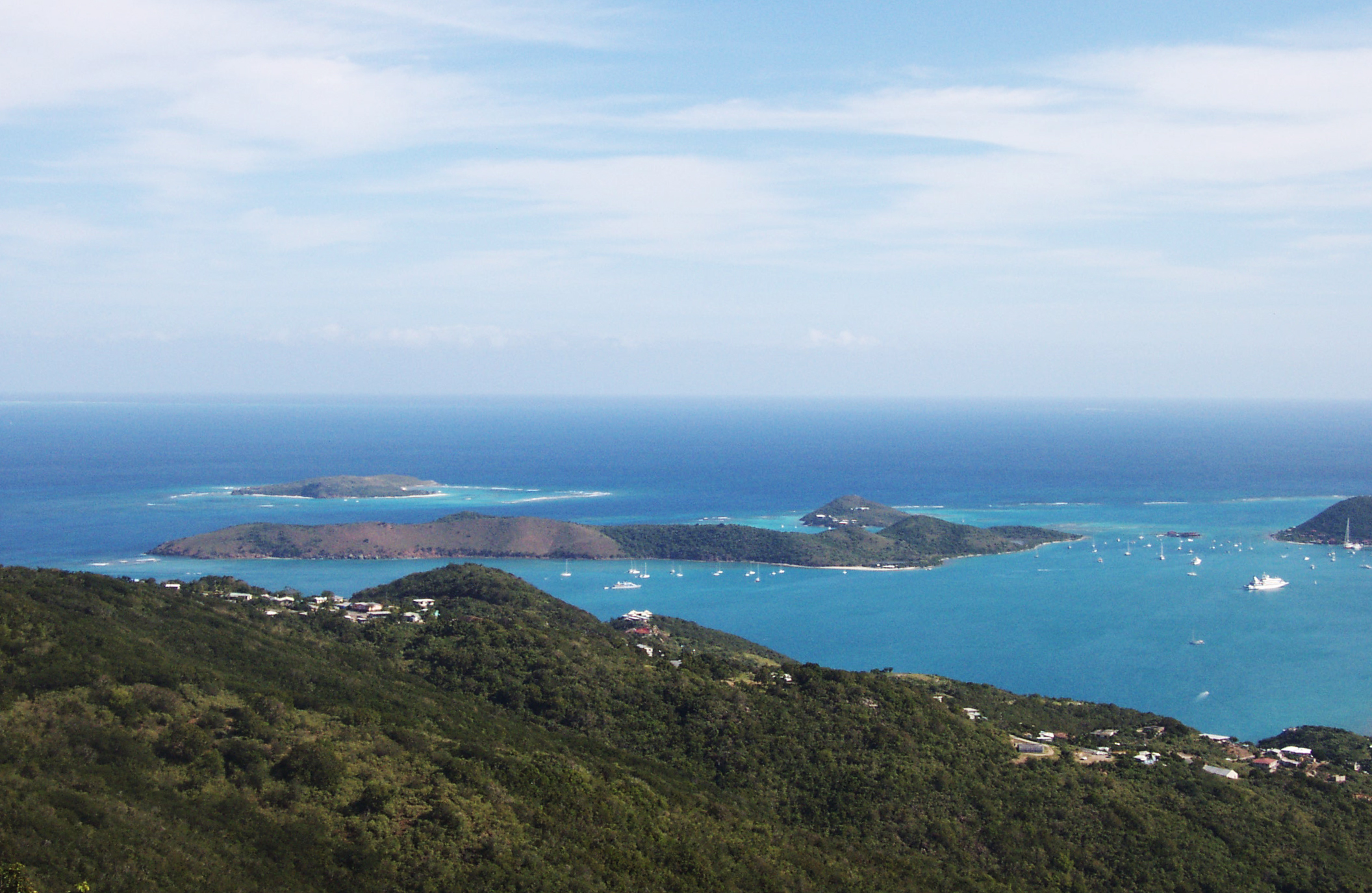
Jungfruöarna.

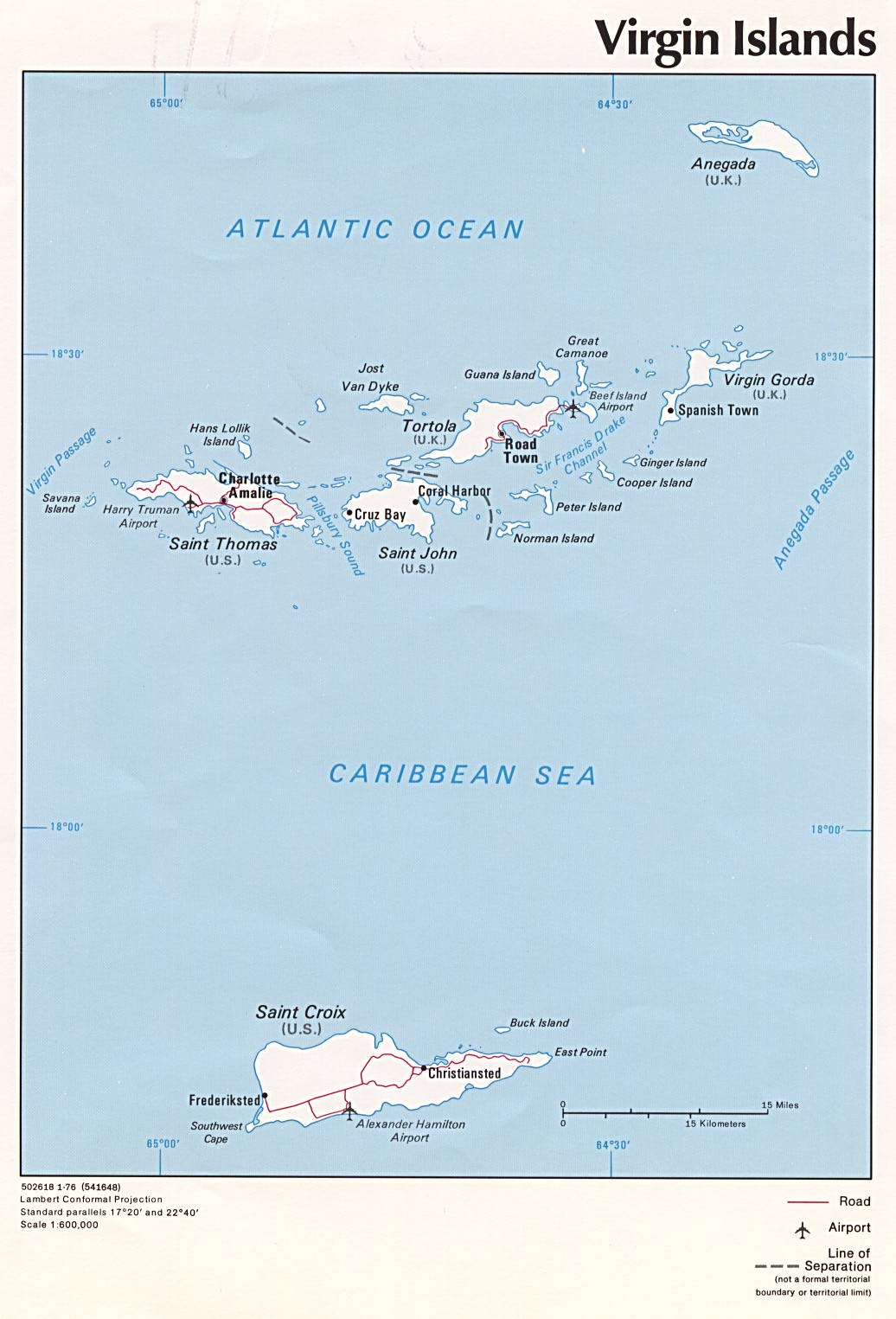
Karta över Jungfruöarna.

Amerikanska Jungfruöarnas flagga.

Brittiska Jungfruöarnas flagga.

Jungfruöarna (engelska: Virgin Islands, danska: Jomfruøerne, franska: Îles Vierges, nederländska: Maagdeneilanden, spanska: Islas Vírgenes) är en ögrupp i Västindien, belägen öster om Puerto Rico.
Idag är turism den viktigaste näringen i området, efter att ha ersatt sockerrörsodlingen som huvudnäring. Turismen ger Jungfruöarna en hög BNP per capita.

## Historia
Jungfruöarna befolkades ursprungligen av västindiska indianer som ciboney-, karib- och arawakfolken från och med cirka 1500 f.Kr.
Ögruppen upptäcktes den 14 september 1493 av Christofer Columbus under hans andra resa till Nya världen. Han döpte hela området till Santa Ursula y las Once Mil Virgenes (Sankta Ursula och 11 000 jungfrurs öar) efter helgonet Sankta Ursula och hennes jungfrur. Den tysk-romerska kejsaren Karl V (Karl I av Spanien) skickade 1555 trupper till öarna för att besegra kariberna och göra anspråk på området. Han beordrade slutligen förintelsen av ursprungsbefolkningen. År 1596 hade de majoriteten av dessa antingen lämnat öarna eller avrättats.
Sedan dess har många europeiska länder haft herraväldet över öarna, däribland Danmark, Frankrike, Nederländerna, Malteserorden, Spanien, Storbritannien och USA.
Öarna användes till plantager främst för sockerrör som sköttes med hjälp av slavar.
År 1666 inledde Danmark en kolonisering av en av de västliga öarna och år 1672 annekterade Storbritannien de östra öarna som sedan dess utgör de Brittiska Jungfruöarna.
1917 sålde Danmark de västra öarna, som kallades Danska Västindien, till USA, som då fick namnet Amerikanska Jungfruöarna. Köpeskillingen var 25 miljoner dollar.

## Geografi
Även om Jungfruöarna geologiskt sett hör till de Stora Antillerna, så räknas de ofta till de Små Antillerna beroende på öarnas storlek och deras omedelbara närhet till den ökedjan. Den består av omkring 90 öar, holmar, rev och skär. Öster om ögruppen ligger Anegadapassagen, ett sund som förbinder Karibiska havet med Atlanten.
Öarna var ursprungligen täckta av tropisk regnskog, men är idag skogfattiga. De lider ofta brist på färskvatten.
Området är uppdelad i en brittisk del, de östra Brittiska Jungfruöarna, och en amerikansk del, de västra Amerikanska Jungfruöarna.
Jungfruöarna omfattar 7 huvudöar och en rad mindre öar med en areal på cirka 508 km².
- Brittiska Jungfruöarna

4 större öar och 32 mindre öar, cirka 153 km², huvudort Road Town
- Amerikanska Jungfruöarna

3 större öar och runt 50 mindre öar, cirka 355 km², huvudort Charlotte Amalie

## Demografi
Tillsammans har den brittiska och amerikanska delen runt 136 000 invånare (2020). Majoriteten (över 80 procent) av öarnas befolkning är av afrikanskt ursprung. Resterande andel är antingen spansktalande invandrare från Puerto Rico eller nyinflyttade vita. En stor del av öarnas befolkning är inflyttade, enbart hälften av befolkningen är infödda.